# Марс 2020
Марс 2020 — місія за програмою НАСА «Дослідження Марса», що включає марсохід «Персеверанс», запуск якого здійснено 30 липня 2020 року, а посадка на Марс відбулася 18 лютого 2021 року у кратері Єзеро. Місія призначена для дослідження астробіологічного давнього середовища на Марсі, дослідження його поверхні, геологічних процесів на ньому та історії, включно із оцінкою його минулої населеності і потенціалу для збереження біосігнатур у межах доступних геологічних матеріалів. Марсохід має капсули для зразків, які він збирає під час руху планетою. Зразки можуть бути відправлені на Землю за допомогою окремих місій, таких як Mars Sample Return Mission. Безпосередньо на цю місію витратять $2,7 млрд, а загалом, щоб повернути зібрані зразки НАСА і ЄКА мають виділити не менше $7 млрд.
Місія «Марс 2020» була оголошена НАСА 4 грудня 2012 року на осінній зустрічі Американського геофізичного союзу у Сан-Франциско. Марсохід «Персеверанс» створений на основі існуючого марсохода «К'юріосіті». В його конструкції використані як вже протестовані, так і нові наукові інструменти і дриль. Роверу допомагатиме також роботизований вертоліт.

## Цілі

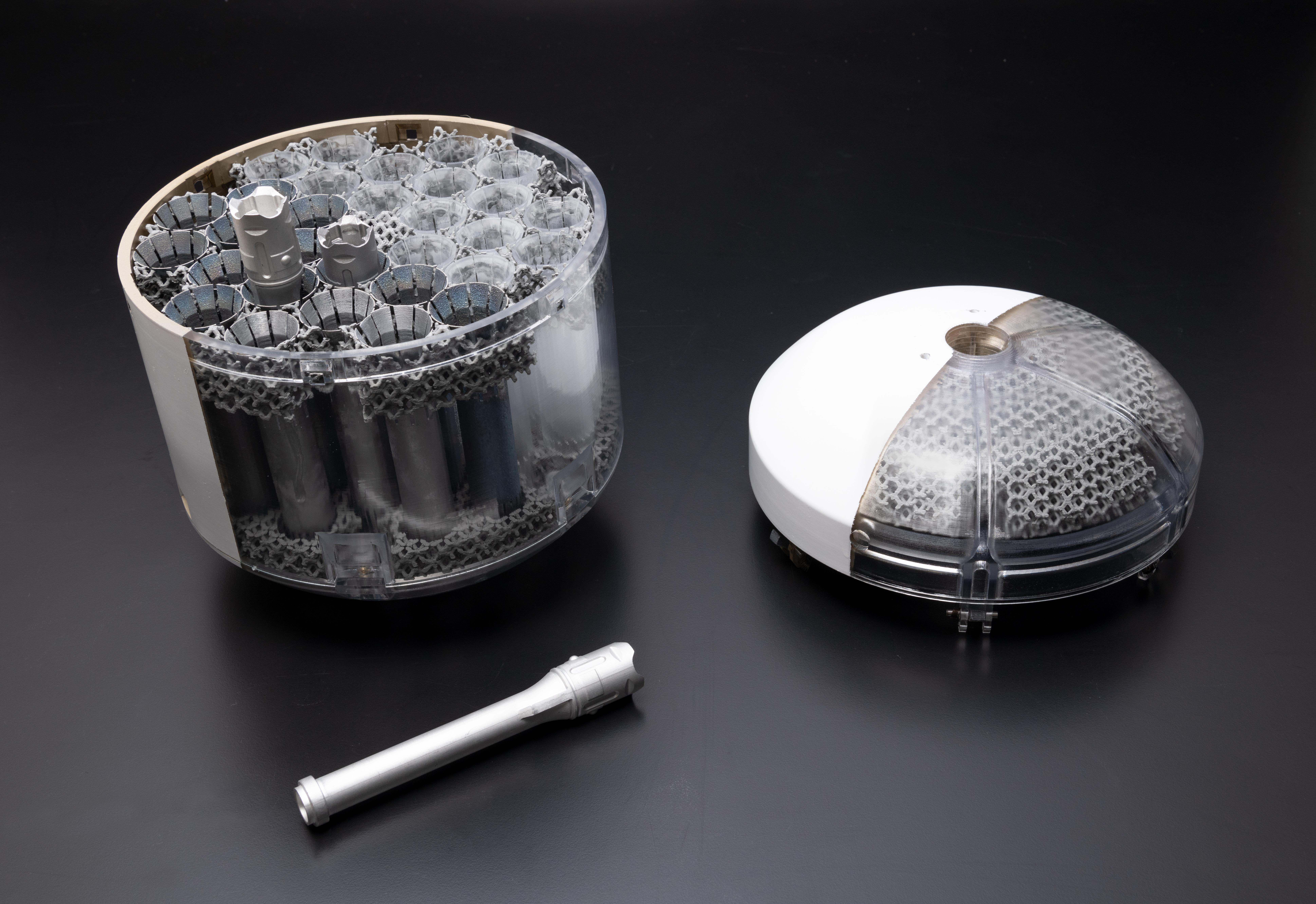
Система збору зразків на марсоході «Персеверанс» для можливих майбутніх місій із повернення зразків

Марсохід «Персеверанс» мав дослідити місцевість на наявність ознак минулого життя, зібрати зразки ґрунту та порід, використовуючи нові технології, необхідні для подальшого дослідження Марса як автоматичними апаратами, так і людиною. Ровер планувався до запуску у 2020 році за допомогою ракети-носія Atlas V-541, місією керуватиме Лабораторія реактивного руху та НАСА. Цей політ передбачений програмою дослідження Марса. Наукове завдання місії передбачає, що ровер збере 31 зразок ґрунту із поверхні Марса, щоб надалі транспортувати їх на Землю для подальшого вивчення. У 2015 році команда розширила концепт та планувала зібрати навіть більше зразків, розподіливши їх у невеликих контейнерах і зберігати їх на поверхні Марса. У вересні 2013 року НАСА оголосило конкурс для дослідників щодо визначення переліку інструментів ровера разом із системою збору зразків. Наукові інструменти для місії були обрані у липні 2014 року після відкритого конкурсу, який базувався на наукових цілях місії, оголошених за рік до того. Науковий підхід, який буде використаний інструментами ровера під час збору зразків, забезпечить їх деталізований аналіз та визначить, які із них будуть повернуті на Землю. Керівник наукової команди зазначив, що НАСА не передбачає існування життя на Марсі, проте у світлі нещодавніх знахідок «К'юріосіті», це здається можливим.
Марсохід «Персеверанс» використовує нові технології, щоб допомоги майбутнім пілотованим експедиціям виявити загрози, пов'язані з марсіанським пилом. Також вперше використана технологія отримання невеликої кількості кисню із діоксиду вуглецю, який міститься у марсіанській атмосфері. Мало відбутися тестування нової технології точної посадки, яка буде критичною для подальшого освоєння людиною поверхні Марса. За інформацією наукової команди місії (Science Definition Team), НАСА обирає кінцеві цілі для ровера. Вони стануть базисом для складання списку наукового обладнання ровера весною 2014 року. Місія також спробує знайти підповерхневу воду, дослідити погоду Марса, пил та інші явища навколишнього середовища, що можуть вплинути на астронавтів, які житимуть і працюватимуть на поверхні Марса.
Ключовою вимогою до місії була допомога НАСА у підготовці майбутньої місії із повернення зразків, яка необхідна для здійснення пілотованих місій на Марс. Для повернення зразків знадобиться три засоби: орбітальний апарат Next Mars Orbiter, ровер та невелика ракета. У проміжку між 20 і 30 бурінням, зразки будуть зібрані і збережені всередині маленьких трубкоподібних контейнерів ровера і будуть залишені на поверхні Марса для можливих майбутніх місій. Спеціальний ровер має транспортувати ці зразки до ракети, яка відправить їх на Землю. У липні 2018 НАСА замовило компанії Airbus його концепт. Ракета-носій зі зразками має стартувати із поверхні Марса і піднятися на 500 км для стикування із орбітальним апаратом. Там контейнер зі зразками буде переданий до транспортного засобу, який і доставить їх на Землю для дослідження.

## Складові місії

### «Персеверанс»
Конструкція марсохода ґрунтується на діючому марсохіді «К'юріосіті» і має більш міцні колеса з більшою шириною і діаметром (52,5 см) проти 50 см у «К'юріосіті». Алюмінієві колеса мають шипи для кращого зчеплення та титанові спиці для пружинної опори. Інструменти та система збору та збереження зразків, поліпшені колеса роблять цей марсохід важчим, ніж «К'юріосіті», на 17 % (1050 кг проти 899 кг у «К'юріосіті»). Марсохід матиме 2,1 м роботизовану руку для різноманітних операцій, у тому числі для аналізу геологічних зразків з поверхні Марса. Радіоізотопний термоелектричний генератор марсохода важить 45 кг і використовує 4,8 кг плутонію в якості джерела тепла, яке конвертується у електроенергію. Потужність генератора — 110 Вт під час запуску з невеликим зменшенням під час дії місії. Марсохід має два літій-іонні акумулятори, які необхідні для задоволення пікових потреб в енергії, коли для роботи інструментів необхідно більше енергії, ніж генерує РІТЕГ. Передбачається, що РІТЕГ працюватиме 14 років, він був забезпечений міністерством енергетики США. На відміну від сонячних панелей, РІТЕГ забезпечує значну гнучкість в роботі інструментів марсохода навіть вночі і під час пилових бурь, зим.

### «Інджін'юіті»
«Інджін'юіті» — роботизований вертоліт-розвідник, він буде використаний для тестування і демонстрації технології польотів на Марсі. Ґвинтокрил відділятиметься від верхньої частини ровера і має здійснити п'ять польотів впродовж 30-денного тесту на ранніх стадіях місії. Кожен політ триватиме не більше 3 хвилин на висоті 3-10 метрів над поверхнею, проте вертоліт має здатність здійснювати польоти на відстань до 600 метрів за один виліт. Він використовуватиме автоматичне керування і комунікуватиме із ровером напряму́ після кожного польоту. Якщо випробування будуть успішні, НАСА зможе використовувати конструкцію ґвинторила для майбутніх місій.

### Система посадки

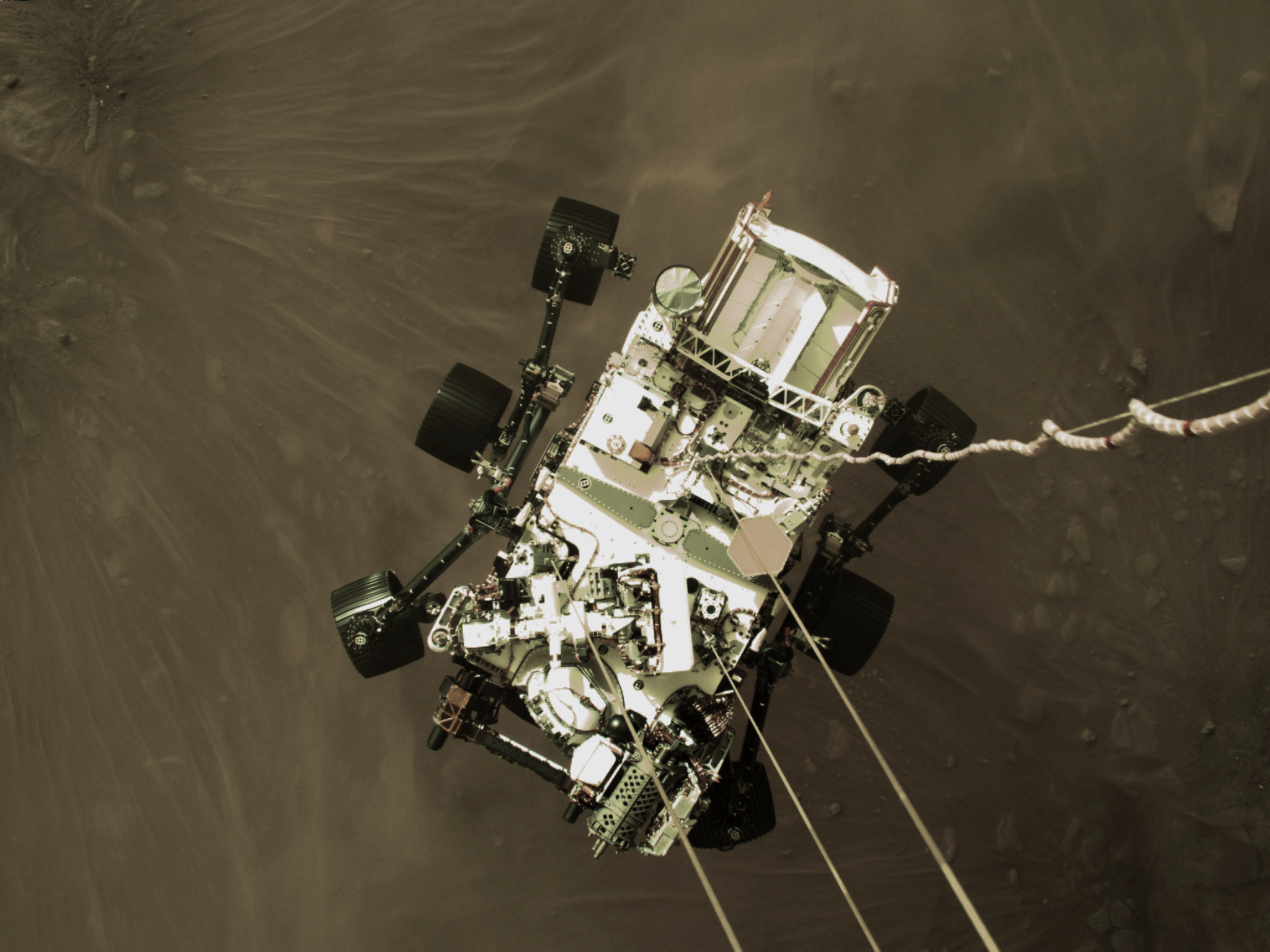
Фотографія Perseverance з небесного крану

Для безпечного спуску із орбіти на поверхню Марса ровера використовуватиметься система посадки, що складається із наступних елементів: тепловий щит для етапу входження в атмосферу, гальмівні ракетні двигуни, парашути і так званий «небесний кран». Марсохід «Персеверанс» базується на конструкції марсохода «К'юріосіті», тому і вся система транспортування, входу в атмосферу, спуску і посадки скопійована із попередньої місії — Марсіанської наукової лабораторії і не потребувала додаткових коштів або досліджень. Це знизило технічні ризики місії, зменшило видатки та час на дослідження. Одна із поліпшених технологій — методика наведення та управління ровером «Terrain Relative Navigation» (навігація по місцевості) для більш точного визначення місця посадки. Ця система дозволить збільшити точність посадки в межах 40 метрів і уникнути перешкод. Це знакове поліпшення у порівнянні із попередньою місією, яка мала точність посадки у еліпсі — 7 × 20 км. У жовтні 2016 року НАСА оголосило про використання ракети Xombie для тестування системи спуску Lander Vision System, як частини експериментальної автоматичної системи спуску і підйому для місії Марс 2020 з метою збільшення точності посадки і уникнення небезпечних перешкод.

## Місія

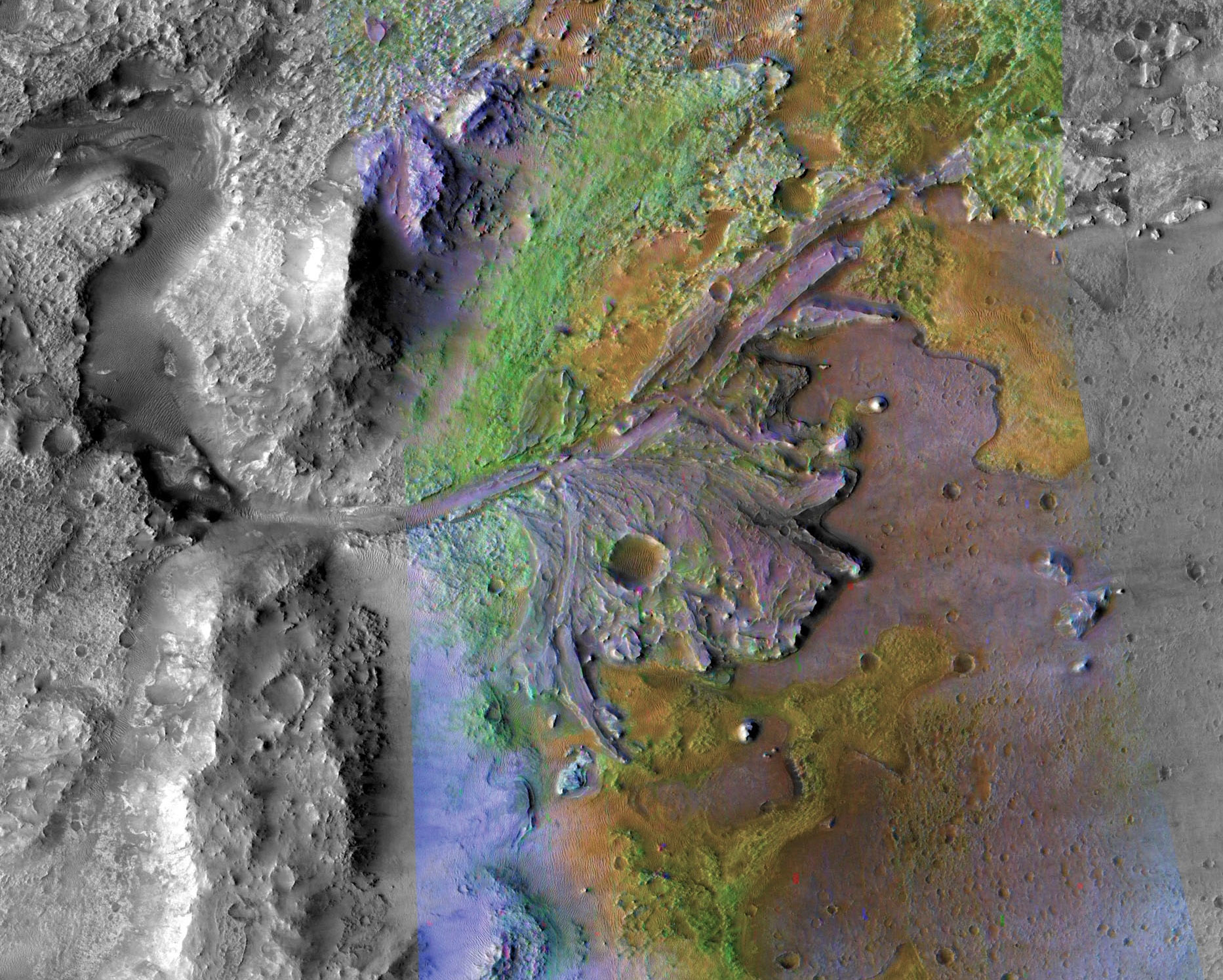
Кратер Єзеро — місце приземлення марсохіда «Персеверанс» та гвинтокрила «Інджін'юіті»

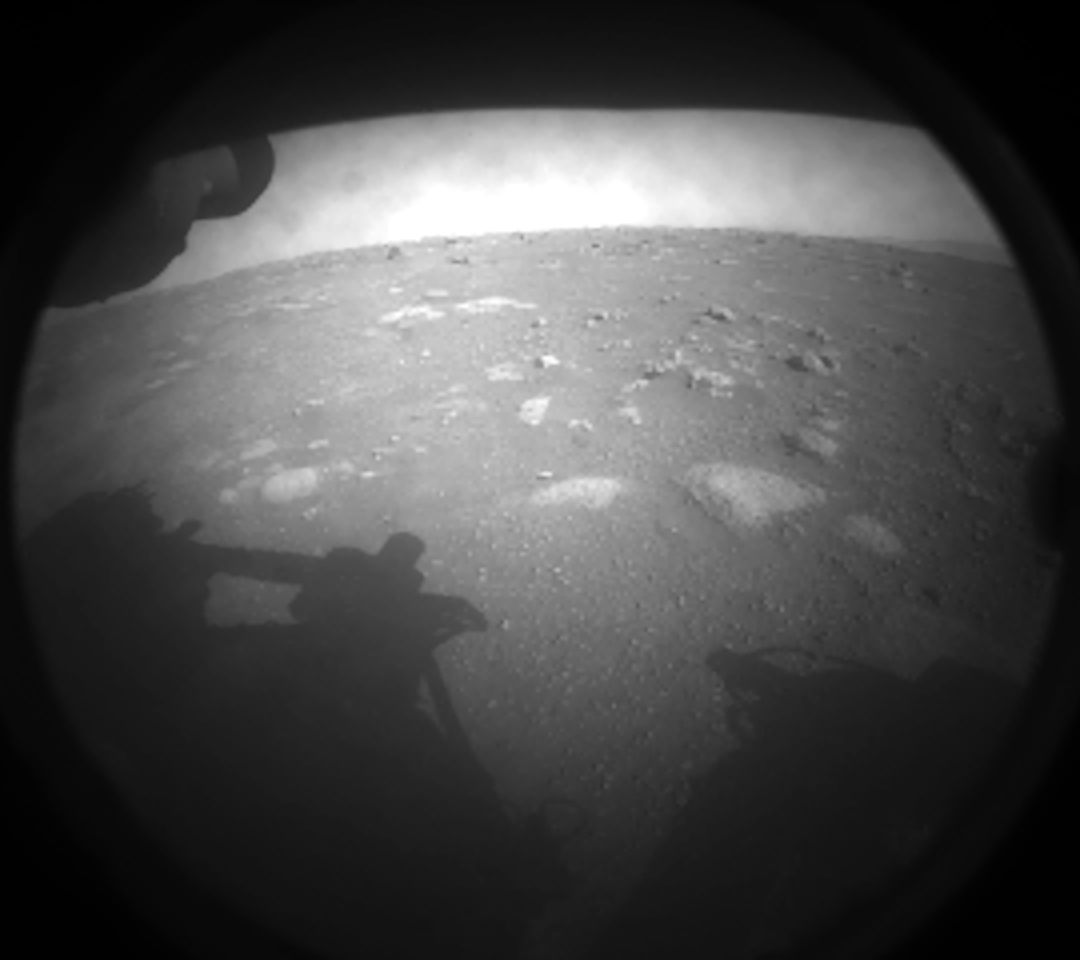
Перше фото, отримане з марсохода

Місія та її запуск оцінюються приблизно в 2,1 млрд доларів США. Попередня місія — Марсіанська наукова лабораторія коштувала 2,5 мільярда доларів США в цілому. Поточна дата запуску — 17 липня 2020 року обгрунтована оптимальним розташуванням Землі та Марса. Посадка ровера на поверхню планується на 18 лютого 2021 у марсіанському кратері Єзеро, тривалість місії — 1 марсіанський рік (668 солів або 687 земних днів). Місія дослідить кратер Єзеро, який, на думку науковців, 3,9—3,5 млрд років тому був озером глибиною 250 метрів. Космічний апарат Mars Reconnaissance Orbiter розпізнав у цій місцевості, зокрема, смектитові глини. Глинисті мінерали формуються у присутності води, тож ймовірно, що на даній території колись, давним-давно, була водойма, а також, можливо, існувало й життя. Поверхня кратера помережана тріщинами, що утворюють полігональні візерунки з безліччю окремих пласких шматків глинистого ґрунту. Такі форми зазвичай утворюються при висиханні глини. Для висадки ровера розглядалось вісім варіантів — Columbia Hills у кратері Гусєва, кратер Єзеро, кратер Холден, кратер Еберсвальде, долина Маврт, місцевість Північно-Східний Сиртіс, Нілі Фосей — група великих, концентричних грабенів на Марсі, південно-західна частина каньйону Мелас Казма. У робочій зустрічі 8—10 лютого 2017 року в Пасадені було відібрано три місцевості — кратер Єзеро, місцевість Північно-Східний Сиртіс та Columbia Hills в кратері Гусєва. У листопаді 2018 року було оголошено остаточний вибір — кратер Єзеро.

## Надішли своє ім'я на Марс

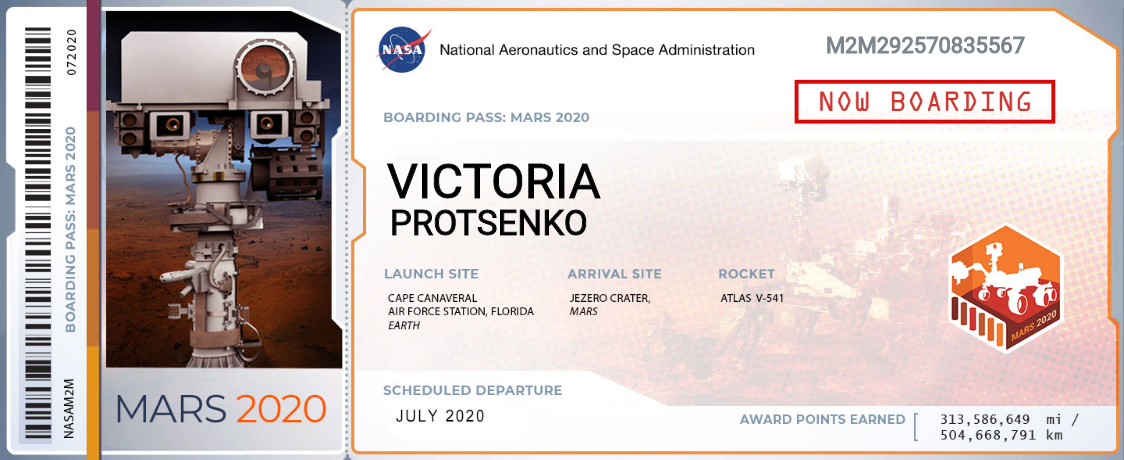
Електронний квиток «пасажирки» з України

Для привернення уваги громадськості до місії «Марс 2020» НАСА оголосило кампанію «Надішли своє ім'я на Марс» під час якої кожен бажаючий міг записати своє ім'я у спеціальну форму на сайті. Після закінчення кампанії, всі імена були записані на мікрочип, який прикріпили на марсоході. Після заповнення форми на сайті кожен учасник отримав цифровий квиток з детальним описом місії. Всього було зібрано 10 932 295 імен. Крім того, у червні 2019 року НАСА оголосило конкурс щодо обрання назви для нового марсохода, який тривав до осені 2019 року, у січні 2020-го було відібрано 9 фіналістів. Переможець був оголошений 5 березня 2020 року.